# Frögärd i Ösby

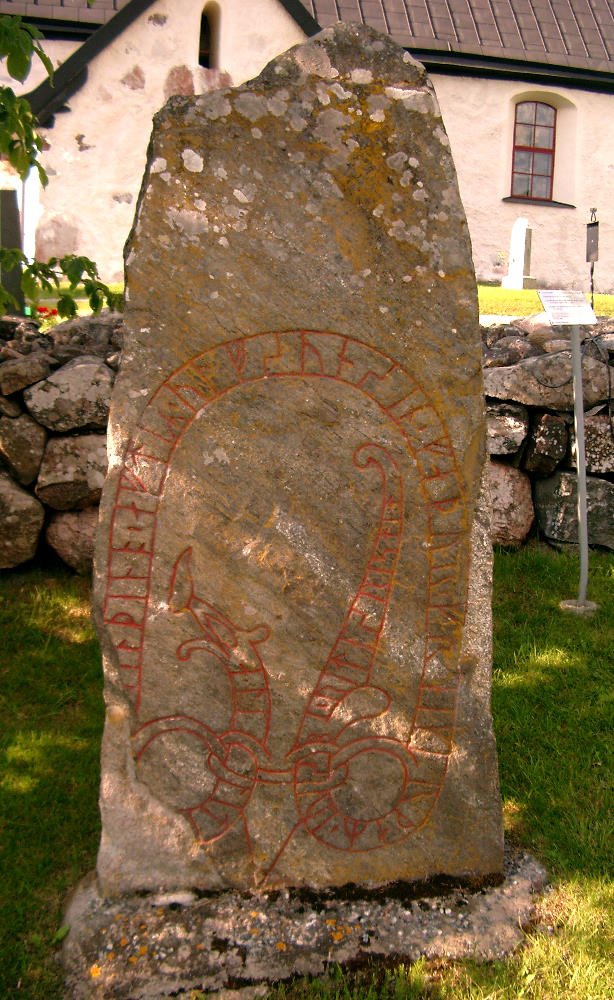
Upplands runinskrifter 203, där Frögärd står omnämnd.

Frögärd i Ösby har enligt en äldre tolkning av runstenen U 203 vid Angarns kyrka uppfattats som en kvinnlig vikingatida runristare. Tolkningen har fått en viss spridning, trots att den avfärdades redan 1943 
Ortnamnet ska också läsas uisbi dvs. Väsby. Stenen är rest av Ale (Alle) efter hans son Ulv, som var "far till Frögärd i Väsby". Av allt att döma avses Väsby i Össeby-Garns socken, där samme Ale (Alle) har rest runstenen U 194 efter sig själv. Av inskriften framgår att han tagit del i den danagäld, som Knut den store 1017 utbetalade till sina hemvändande vikingar. Frögärd har alltså tillhört en välbärgad släkt och har förmodligen varit enda arvinge till såväl Ulv som Ale (Alle).
Båda stenarna är verk av den kände runristaren Åsmund Kåresson.